# Medalha McNeil
A  Medalha McNeil  para a Consciência Pública da Ciência,  instituída em 1991, é uma distinção concedida pela Sociedade Real do Canadá,  com dotação da "McNeil Consumer Healthcare",  para o candidato que demonstre uma grande habilidade em promover e comunicar a ciência aos estudantes e ao público em geral dentro do Canadá.
A concessão é conferida anualmente, se houver um candidato  que preencha os requisitos. Além da medalha de bronze, o agraciado recebe a quantia em dinheiro de $1500.

## Laureados[1]
- 1992 - Ariel E. Fenster, David Harpp e Joseph A. Schwarcz
- 1993 - Sid Katz
- 1994 - Margaret-Ann Armour
- 1995 - J.S.C. (Jasper) McKee
- 1996 - Godfrey S. Nowlan
- 1997 - Jay Ingram
- 1998 - Jeremy N. McNeil
- 1999 - Marcel LeBlanc
- 2000 - Bessie Borwein e Lewis J. Brubacher
- 2001 - David Suzuki
- 2002 - M. Brock Fenton
- 2003 - David Pearson
- 2004 - Claude Benoit
- 2005 - Bob McDonald
- 2006 - Reginald Harry Mitchell
- 2007 - Mary Anne White
- 2008 - Alan V. Morgan
- 2009 - Brian D. Alters
- 2010 - Doug Welch
- 2011 - R. J. Dwayne Miller
- 2012 - John Acorn
- 2013 - Nick Eyles
- 2014 - Michael Evans
- 2015 - John Smol
- 2016 - Françoise Baylis